# Fissurella gemmata
Fissurella gemmata is een slakkensoort uit de familie van de Fissurellidae. De wetenschappelijke naam van de soort is voor het eerst geldig gepubliceerd in 1847 door Menke.